# La verità nuda
La verità nuda è un film muto italiano del 1921 diretto da Telemaco Ruggeri.